# Tropidosaura
Tropidosaura é um género de répteis escamados pertencente à família Lacertidae.

## Espécies
- Tropidosaura cottrelli
- Tropidosaura essexi
- Tropidosaura gularis
- Tropidosaura montana